# Stazione di Reggio Calabria OMECA
La stazione di Reggio Calabria OMECA è uno degli scali ferroviari della città di Reggio Calabria, posta sulla linea "Jonica" Taranto-Reggio Calabria.
Posta all'estremità meridionale del popoloso rione Gebbione, la stazione sorge a pochi metri dalle Officine Meccaniche Calabresi (ora Hitachi Rail Italy),  una società di produzione di rotabili ferroviari da cui la stazione ha mutuato il nome. È presente uno scambio al binario 1 da cui si dirama un binario che prosegue dentro le O.ME.CA. utilizzato sia per la ricezione di materiali che per l'invio dei treni pronti in uscita dalle officine.
Appena di lato alla stazione è presente un passaggio a livello.

## Movimento
La stazione è servita dai treni del servizio ferroviario suburbano di Reggio Calabria e da alcuni regionali operanti sulle relazioni Reggio Calabria-Catanzaro Lido e Reggio Calabria-Roccella Jonica.

## Galleria d'immagini

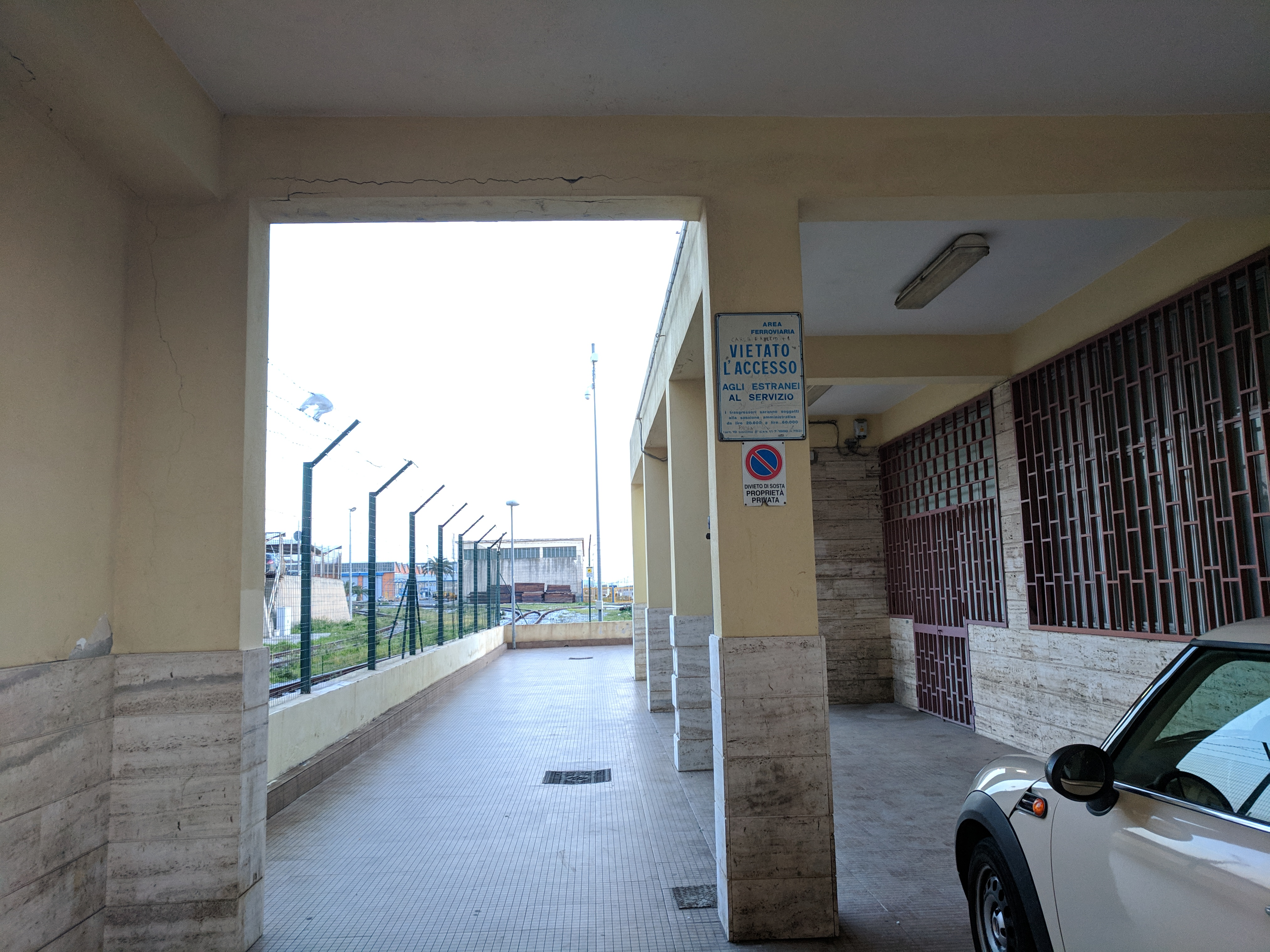
Ingresso
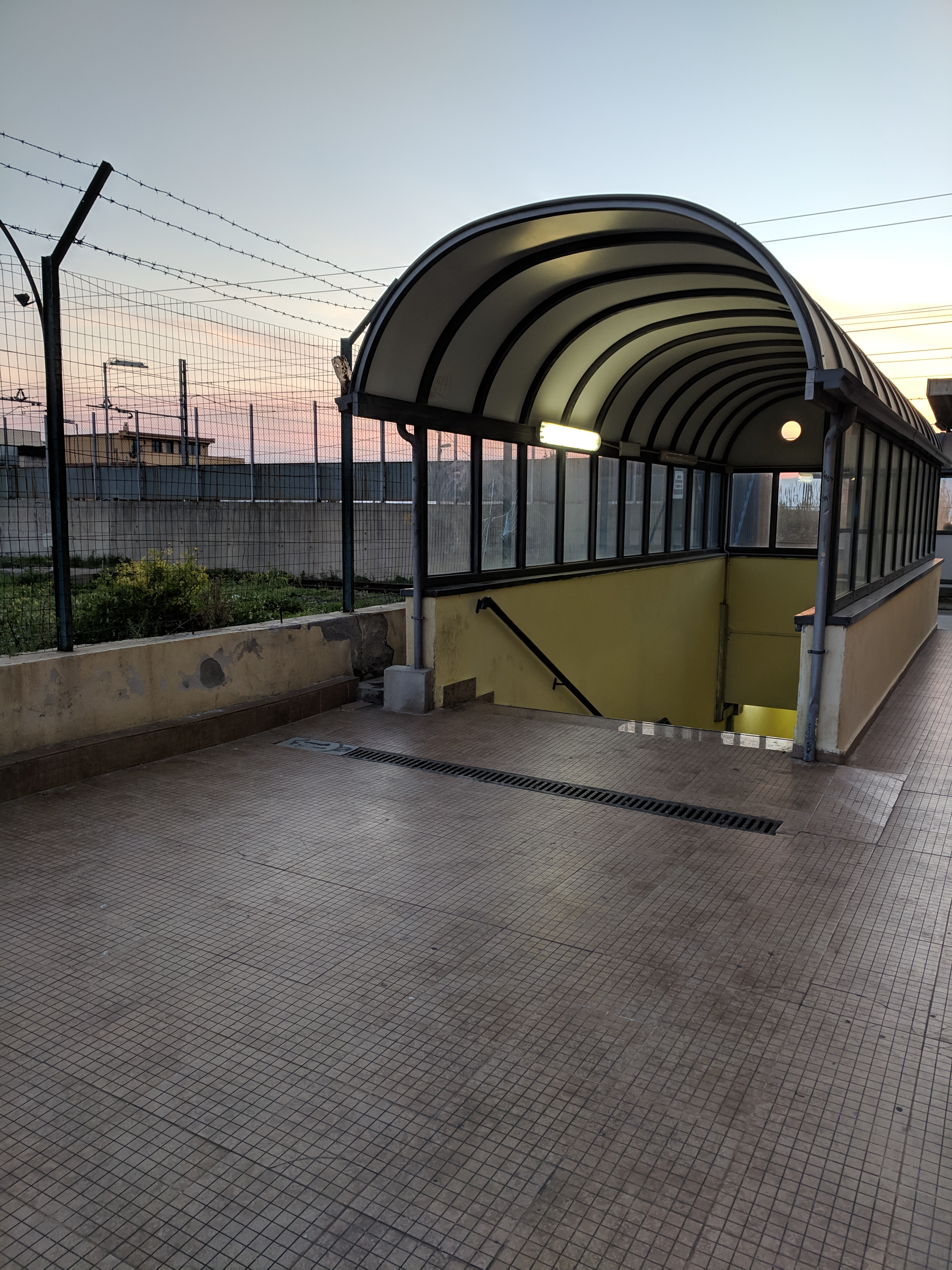
Ingresso sottopassaggio
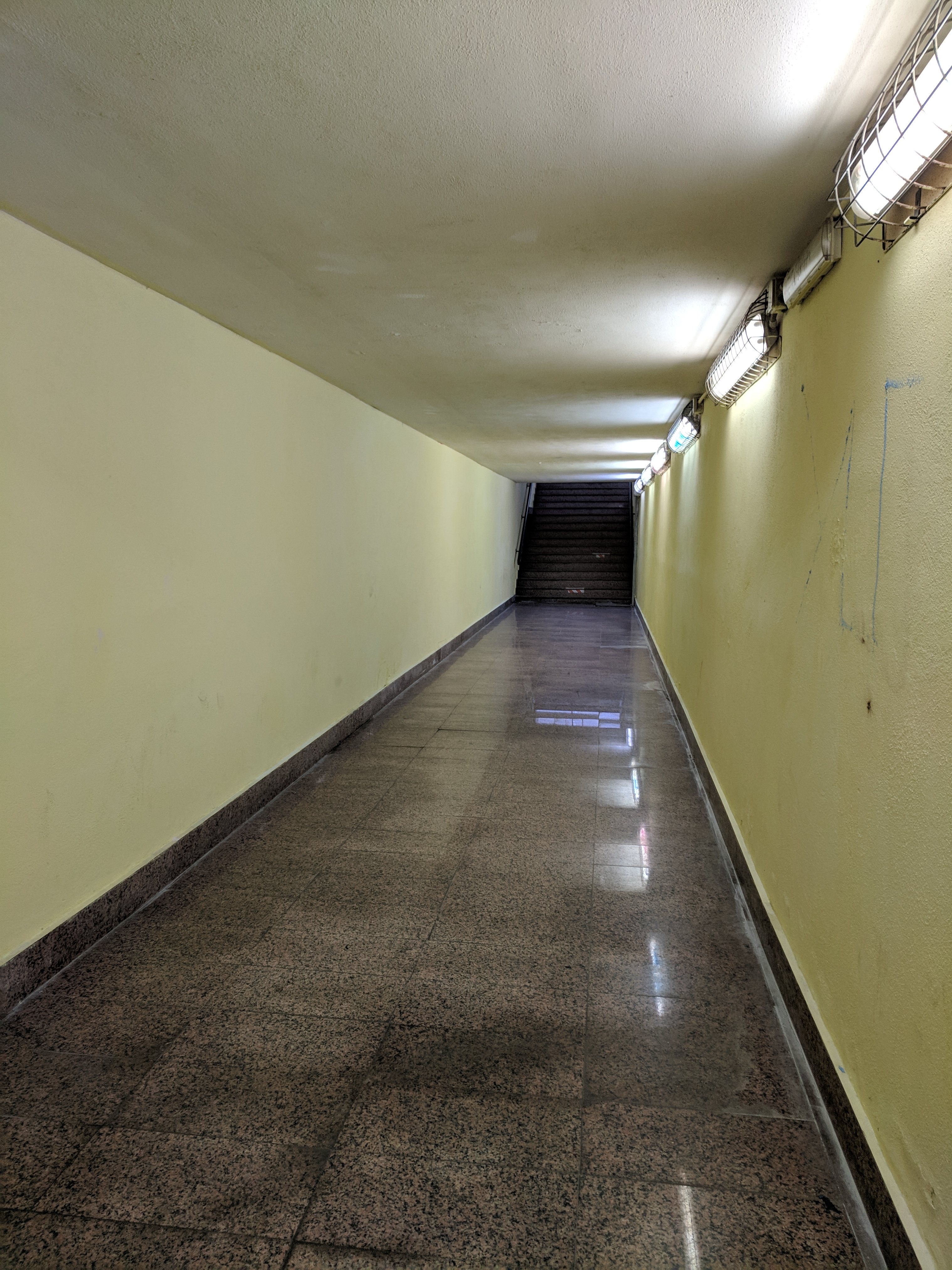
Sottopassaggio
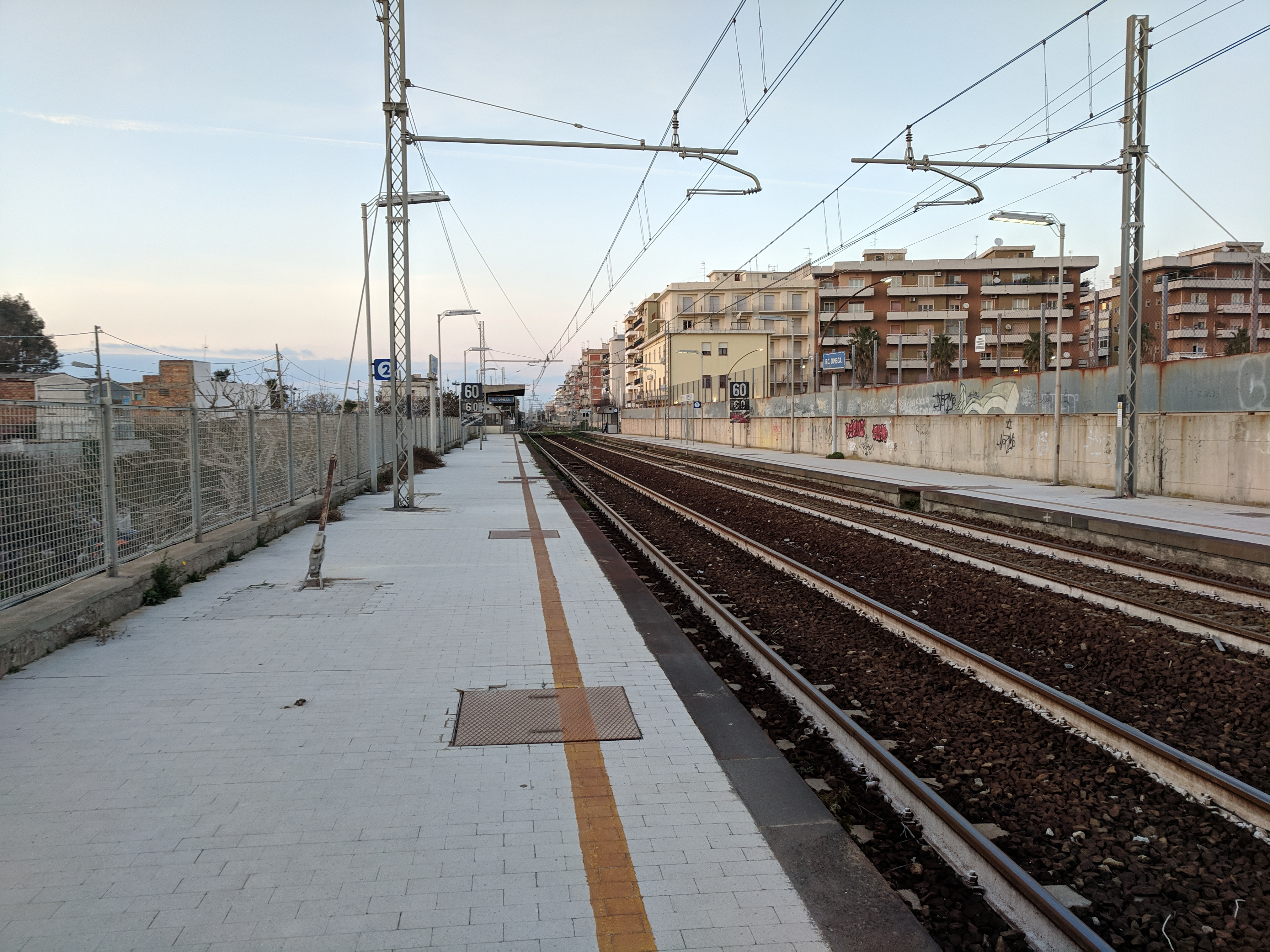
Vista dei binari 1 e 2
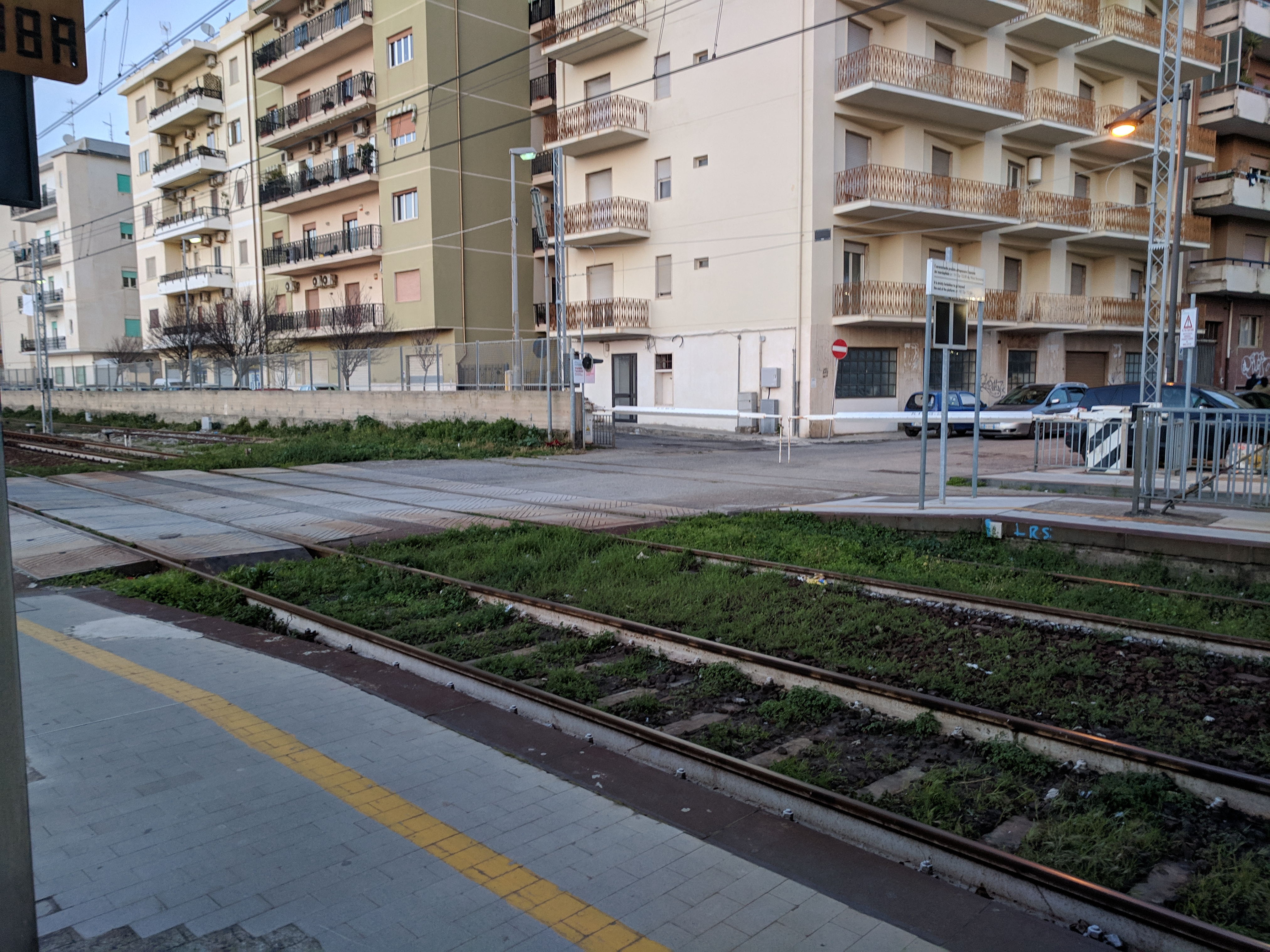
Passaggio a livello